# Gordon Hollingshead
Gordon Hollingshead (8 de enero de 1892 – 8 de julio de 1952) fue un productor y ayudante de dirección cinematográfico de nacionalidad estadounidense. 

## Biografía
Nacido en Garfield, Nueva Jersey, Hollingshead inició su carrera como ayudante de dirección, llegando su primer trabajo en 1916 con el film The Shrine Girl, en el cual participó como actor. A lo largo del período mudo, Hollingshead trabajó como ayudante de dirección en trece películas, continuando con dicha función hasta el año 1934.
Produjo su primera cinta, Morocco Nights, en 1934. Fue el primer escalón de una carrera en la producción que le daría un enorme éxito. Entre 1934 y 1953, Hollingshead produjo 174 películas y cortometrajes. Fue nominado en dieciséis ocasiones al Premio Oscar, ganándolo en seis oportunidades, siendo una de sus cintas premiadas Star in the Night (1945). En 1944 produjo el film de 16 minutos de duración I Am an American, que se estrenó en salas como un cortometraje. 
Gordon Hollingshead falleció en Isla Balboa, California el 8 de julio de 1952, a los 60 años de edad. Tres de sus cortometrajes de estrenaron a título póstumo en 1953.
Por su trabajo cinematográfico, a Hollingshead se le otorgó una estrella en el Paseo de la Fama de Hollywood, en el 6200 de Hollywood Boulevard.

## Filmografía (selección)

### Como productor
- 1935 : El capitán Blood
- 1939 : Sons of Liberty (corto)
- 1940 : Teddy the Rough Rider (corto)
- 1941 : Forty Boys and a Song (corto)
- 1941 : The Gay Parisian (corto)
- 1942 : The United States Marine Band (corto)
- 1942 : Beyond the Line of Duty (corto)
- 1942 : A Ship Is Born (corto)
- 1943 : Cavalcade of Dance (corto)
- 1943 : Women at War (corto)
- 1944 : I Won’t Play! (corto)
- 1944 : Jammin’ the Blues (corto)
- 1945 : Story of a Dog (corto)
- 1945 : Star in the Night (corto)
- 1946 : A Boy and His Dog (corto)
- 1946 : Facing Your Danger (corto)
- 1946 : Smart as a Fox (corto)
- 1947 : So You Want to Be in Pictures (corto)
- 1948 : Cinderella Horse (corto)
- 1948 : Calgary Stampede (corto)
- 1948 : So You Want to Be on the Radio (corto)
- 1949 : Snow Carnival (corto)
- 1950 : My Country ’Tis of Thee (corto)
- 1950 : Grandad of Races (corto)
- 1950 : So You Think You’re Not Guilty (corto)
- 1950 : The Grass Is Always Greener (corto)
- 1951 : The Seeing Eye (corto)
- 1952 : Thar She Blows! (corto)
- 1953 : Desert Killer (corto)

### Como ayudante de dirección
- 1927 : The Jazz Singer
- 1927 : The Beloved Rogue
- 1927 : When a Man Loves
- 1928 : Glorious Betsy
- 1933 : Footlight parade
- 1933 : Tugboat Annie
- 1933 : La calle 42

## Premios y distinciones
Premios Óscar
| Año  | Categoría                       | Película                        | Resultado |
| ---- | ------------------------------- | ------------------------------- | --------- |
| 1944 | Mejor cortometraje - Un rollo   | Cavalcade of Dance              | Nominado  |
| 1944 | Mejor cortometraje - Dos rollos | Women at War                    | Nominado  |
| 1945 | Mejor cortometraje - Un rollo   | Jammin' the Blues               | Nominado  |
| 1945 | Mejor cortometraje - Dos rollos | I Won’t Play!                   | Ganador   |
| 1946 | Mejor cortometraje - Un rollo   | Story of a Dog                  | Nominado  |
| 1946 | Mejor cortometraje - Dos rollos | Star in the Night               | Ganador   |
| 1947 | Mejor cortometraje - Un rollo   | Facing Your Danger              | Nominado  |
| 1947 | Mejor cortometraje - Un rollo   | Smart as a Fox                  | Nominado  |
| 1947 | Mejor cortometraje - Dos rollos | A Boy and His Dog               | Ganador   |
| 1948 | Mejor cortometraje - Un rollo   | So You Want to Be in Pictures   | Nominado  |
| 1949 | Mejor cortometraje - Un rollo   | Cinderella Horse                | Nominado  |
| 1949 | Mejor cortometraje - Un rollo   | So You Want to Be on the Radio  | Nominado  |
| 1949 | Mejor cortometraje - Dos rollos | Calgary Stampede                | Nominado  |
| 1950 | Mejor cortometraje - Un rollo   | 'So You Think You're Not Guilty | Nominado  |
| 1950 | Mejor cortometraje - Dos rollos | The Grass Is Always Greener     | Nominado  |
| 1950 | Mejor cortometraje - Dos rollos | Snow Carnival                   | Nominado  |
| 1951 | Mejor cortometraje - Un rollo   | Grandad of Races                | Ganador   |
| 1951 | Mejor cortometraje - Dos rollos | My Country ’Tis of Thee         | Nominado  |
| 1952 | Mejor documental corto          | The Seeing Eye                  | Nominado  |
| 1953 | Mejor cortometraje - Un rollo   | Desert Killer                   | Nominado  |
| 1953 | Mejor cortometraje - Dos rollos | Thar She Blows!                 | Nominado  |

- 1934 : Óscar al mejor asistente de dirección